# Válka tří Jindřichů (977–978)
Válka tří Jindřichů (977–978) bylo krátké povstání tří německých šlechticů, kteří všichni nesli jméno Jindřich, proti císaři Otovi II.

## Průběh
Roku 973 převzal Ota II. trůn po svém otci, císaři Otovi I. Musel ovšem (stejně jako jeho otec) krotit nepokojnou saskou šlechtu, která se nepřátelsky stavěla vůči jeho „cizácké“ manželce Theofano, a také si poradit s nestálou situací v Itálii, jež roku 974 vyústila v zavraždění papeže Benedikta VI. Pokusil se usmířit se svým otonským bratrancem, vévodou Jindřichem II. Bavorským. Ten ale dostál své přezdívce „Svárlivý“ a napadl císařovo postavení, když roku 973 za pomoci Burcharda III., vévody švábského, jmenoval svého příbuzného Jindřicha I. biskupem augsburským.
Ota s jmenováním musel souhlasit. Jakmile však téhož roku vévoda Burchard III. zemřel, upřel Burchardovým příbuzným nárok na dědictví a raději udělil právo na švábské vévodství svému synovci Otovi I. Uražený Jindřich uzavřel spojenectví s českým knížetem Boleslavem II. a polským knížetem Měškem I., ale nakonec se rozhodl ustoupit a k ozbrojenému konfliktu nedošlo.
Vévoda Jindřich se po svém dočasném uvěznění v Ingelheimu vrátil roku 976 do Bavorska, kde nadále intrikoval proti Otovi. Do spiknutí zapojil i saské šlechtice, jako například Gunthera z Merseburgu, Egberta Jednookého či Deda I. z Wettinu. Císař Ota reagoval tažením proti Bavorsku a obsadil Jindřichovo sídlo v Řezně. Vévoda Jindřich byl nucen uprchnout na dvůr svého českého spojence Boleslava II. Ota prohlásil Jindřicha za sesazeného a vydal nařízení o odtržení Korutan od Bavorska. Největší německé vévodství tak ztratilo celou třetinu svého území, zbytek dal Ota v léno svému synovci Otovi I., který byl od roku 973 i vévodou švábským. Nově vzniklé Korutanské vévodství připadlo Jindřichovi I. Mladšímu, potomku luitpoldovské dynastie. 
V červnu roku 977 zaútočil francouzský král Lothar I. se téměř dvacetitisícovou armádou nečekaně na Cáchy. Překvapený Ota prchl do Dortmundu. V září na oplátku napadl Západofranskou říši, obsadil Remeš, Soissons, Laon a oblehl Paříž. Nicméně ho mor a příchod zimy donutily obléhání ukončit  a stáhnout se do Německa. Lothar jej pronásledoval a zničil německý zadní voj.
Následujícího roku se konflikt vystupňoval. Zatímco císařovo vojsko zaútočilo na České knížectví a donutilo knížete Boleslava II. se vzdát, v Bavorsku se zrodilo nové spiknutí. Jeho účastníci – biskup Jindřich I. z Augsburgu, nedávno sesazený Jindřich Svárlivý a korutanský vévoda Jindřich I. Mladší – měli dokonce podporu církve. Císař Ota, který mohl spoléhat na svého synovce Otu I., tehdejšího vévodu Švábska a Bavorska, zaútočil na Pasov, kde se rebelové shromáždili. Jeho dobývací taktika, která zahrnovala i pontonový most, byla úspěšná a město se v září město vzdalo. Soud, který proběhl v Magdeburgu o Velikonocích roku 978, potrestal všechny tři vzbouřence. Jindřich Svárlivý byl odsouzen do žaláře biskupa Folcmara z Utrechtu. Jindřich Korutanský přišel o své vévodství, které připadlo vévodovi sálské dynastie Otovi z Wormsu, synovi Konráda Rudého, bývalého vévody Lotharingie. Biskup Jindřich byl zatčen ve werdenském opatství, ale v červenci byl propuštěn.
Hlavním výsledkem konfliktu bylo dokonalé podrobení Bavorska, které v tomto povstání ztratilo status největšího původního německého kmenového vévodství. Ota II. se na rozdíl od svého otce nijak nepokoušel usmířit s bavorskou větví své dynastie – Jindřich II., nezletilý syn a dědic vévody Jindřicha, byl poslán k biskupovi z Hildesheimu, aby nastoupil na církevní dráhu. Jeho otec, Jindřich Svárlivý, zůstal ve vězení až do císařovy smrti roku 983.